# Marion Mancion
Marion Mancion (née le 20 août 1989 à Douai) est une joueuse de football évoluant au poste de gardienne de but.

## Carrière
Marion commence son parcours au haut niveau en 2006 lorsqu'elle rentre à la place de Marie Gosse évoluant au milieu de terrain contre l'US Compiègne (match perdu 5-2).
À partir de 2007, Marion évolue avec la réserve en troisième division où lors de la saison 2007-2008 elle se perfectionne au poste de gardienne de but. La saison 2008-2009 la voit jouer avec l'équipe pro et parfois avec la réserve. En 2009-2010, elle s'impose comme gardienne numéro une du FCF Hénin-Beaumont. Elle quitte Hénin à l'issue de la saison 2010-2011, où elle est remplacée par Céline Musin, en provenance du club de Leers, relégué de D2 en DH.
Elle s'engage alors avec le Juvisy FCF, club historique du football français. Lors de sa première saison avec le club essonnien, elle est la doublure d'Audrey Malet et ne dispute que 5 matches de championnat ainsi que les trois matches disputés par le FCFJ en Coupe de France, où l'aventure s'arrête en 1/8 de finale contre le PSG car son homologue parisienne Véronique Pons stoppe le dernier tir au but de la série, frappé par la milieu de terrain juvisienne Virginie Bourdille-Mendes.
En 2012-2013, elle s'installe enfin comme titulaire à la suite du départ de Malet. Elle dispute son premier match de Ligue des Champions le 4 octobre pour le compte des 1/16 de finale retour de la compétition européenne . Elle n'est concurrencée à son poste que par la prometteuse mais inexpérimentée Tanya De Souza, 18 ans. C'est pourquoi, lors du mercato hivernal, le club recrute Iryna Zvarych, internationale ukrainienne titulaire dans sa sélection. Zvarych ne reste qu'une demi-saison.
Afin de confier le poste à une joueuse expérimentée, le club recrute Céline Deville, régulièrement présente en équipe de France, à l'été 2013, alors qu'elle était la doublure de Sarah Bouhaddi à l'Olympique Lyonnais . Mancion retrouve alors son rôle de numéro 2.
Lors de l'intersaison 2014-2015, elle quitte Juvisy pour rejoindre l'AS Saint-Étienne et remplacer Meline Gerard.